# GNU 자유 문서 사용 허가서
GNU 자유 문서 사용 허가서(-自由文書使用許可書, GNU Free Documentation License, GNU FDL, GFDL)는 일종의 자유문서를 위한 저작권 라이선스의 한 형태로서 자유 소프트웨어 재단(FSF, Free Software Foundation)에서 GNU의 프로젝트를 위해서 착안되었다. GFDL에 따라 만든 문서는 자유롭게 복사, 수정, 재배포가 가능하며, 2차 저작물 역시 GFDL을 따라야 한다. GFDL을 따르는 문서는 기본적으로 무료로 배포되지만, 대량으로 제작된 경우 유료로 판매될 수도 있다. 현재 ‘GNU 자유 문서 사용 허가서’에 따라 추진 중인 프로젝트들 가운데 가장 큰 프로젝트로 손꼽히고 있는 것이 바로 위키백과다. 위키백과는 크리에이티브 커먼즈(CCL)와 GNU 자유 문서(GFDL)의 2중 라이선스를 따른다.

## 개요
사용 허가서는 소프트웨어의 문서와 다른 이와 유사한 지침서를 대상으로 한다. 이 허가서에 따르는 모든 문서의 복사 및 변경은 역시 이 사용 허가서의 규준에 따르는 것을 원칙으로 한다. 복사 및 변경된 소프트웨어나 자료는 다시 변경되거나 배포 및 판매될 수 있다.

## 역사
자유 문서 사용 허가서는 1999년 말 의견 수렴을 위한 초안이 발표되었으며, 검토와 수정을 거쳐 1.1 버전이 2000년 3월에, 1.2 버전이 2002년 11월에, 1.3 버전이 2008년 11월 3일에 공표되었다. 현재의 최종 버전은 1.3이다.

## 다른 라이선스와의 호환성
여기서의 '호환'이라는 의미는 다른 라이선스의 저작물을 GNU 자유 문서 사용 허가서를 사용하는 저작물과 섞어 쓸 수 있는지를 의미한다.

### CC-BY-SA와의 호환성
두 허가서가 비슷한 저작권 방침을 가지고 있지만 GFDL은 크리에이티브 커먼즈 저작자표시-동일조건변경허락 라이선스와 호환되지 않는다. 하지만 1.3판에서는 GNU 자유 문서 사용 허가서를 사용하고 있는 특정 웹 사이트의 저작권을 CC-BY-SA로 변경할 수 있도록 하는 조항을 추가하였다.
이 예외 조항은 다음의 몇 가지 조건을 충족한다면 GFDL 기반의 다중 저자 협력 프로젝트 사이트 (Massive Multiauthor Collaboration Site)에서 CC-BY-SA-3.0으로 변경할 수 있도록 허가하고 있다.
- 저작물은 위키와 같은 대규모 다중 저자 협력 프로젝트에서 생성되어야 한다.
- 다중 저자 협력 프로젝트에 출판된 외부 저작물은 반드시 GNU 자유 문서 사용 허가서 1.3으로 배포되거나 이전 버전으로 배포되고 (이후의 어떠한 버전으로도 배포됩니다) 라는 표시가 있어야 한다. 또한 어떠한 외부 표지나 변경 불가 부분이 없어야 한다. 외부 저작물의 경우 2008년 11월 1일 이전에 프로젝트에 올라온 부분만 라이선스가 변경될 수 있다.

라이선스의 재허용을 허가하는 11장의 조항은 2009년 8월 1일 이후에는 효력이 상실된다.

### GPL과의 비호환성
GNU 자유 문서 사용 허가서는 GNU 일반 공중 사용 허가서와 호환되지 않는다.

## 같이 보기
- GNU 일반 공중 사용 허가서 (GNU GPL)
- 자유문서 (Free Contents)
- 퍼블릭 도메인 (Public Domain)
- 공정 이용 (Fair Use)

### 또 다른 자유 콘텐츠 사용 허가 유형
아래 목록들 중 몇 가지는 GNU FDL과는 별개로 발전해 온 것들이다. 그리고 몇 가지는 GNU FDL의 결함에 대응하기 위한 목적으로 만들어졌다.
- 크리에이티브 커먼즈 (Creative Commons) "CC BY-SA" 라이선스
- 디자인 사이언스 라이선스
- 프리 아트 라이선스
- FreeBSD 문서 라이선스
- 오픈 콘텐츠 라이선스
- 오픈 게이밍 라이선스
- Open Publication License
- WTFPL

### GFDL을 사용하는 프로젝트들
- 위키백과(위키여행, 위키뉴스는 제외)를 포함하는 위키미디어 재단의 프로젝트 대부분 - 2009년 6월 15일, 제11절에 따라 크리에이티브 커먼즈 CC-BY-SA 라이센스와 GFDL 아래 위키 콘텐츠를 이중 라이선스(dual-license)한다.
- Anarchist FAQ
- Citizendium - 출처가 위키피디아인 기사는 GFDL을 사용한다.
- 자유 온라인 컴퓨팅 사전
- Last.fm - 음악가 기술정보는 GFDL로 기술됨.
- Marxists Internet Archive
- PlanetMath
- 로제타 코드
- 소스워치
- 기업 아키텍처 프리임워크 TRAK를 정의하는 사양서로 GFDL로 배포.
- 버지니아 코먼웰스 대학교 수학과 Thomas W. Judson 교수가 저술한 Abstract Algebra를 포함한 수학 교과서는 GFDL로 배포됨.
- Baseball-Reference BR 불펜, 공개 사용자 기여 야구 위키.